# ریچارد اند جودی
ریچارد اند جودی (به انگلیسی: Richard & Judy) یک برنامهٔ تلویزیونی بریتانیایی بود که در آن یک زن و شوهر به نام‌های ریچارد و جودی با مهمانان برنامه به گفتگو می‌نشستند. این برنامه از سال ۲۰۰۱ تا ۲۰۰۸ از کانال ۴ پخش می‌شد اما از اکتبر ۲۰۰۸ به شبکهٔ دیجیتال واچ منتقل شد. شماری از مشاهیر به عنوان مهمان در این برنامه حضور یافتند. در ژوئیهٔ ۲۰۰۹ به دلیل کاهش مخاطبین، پخش این برنامه متوقف شد.